# Assedio di Rouen
L'assedio di Rouen è un episodio bellico della guerra dei cent'anni.

## Antefatto
Al momento dell'assedio la città aveva una popolazione di 20 000 abitanti, il che la rendeva una delle principali città in Francia e la sua cattura era cruciale per la campagna di Normandia. Dal 1415 circa Rouen era stata rafforzata e rinforzata dai francesi ed era il luogo più straordinariamente difeso che gli invasori avessero mai affrontato. L'anno precedente Enrico V aveva conquistato con successo un'altra importante città della Normandia dopo l'assedio di Caen.

## Preludio
Quando gli inglesi raggiunsero Rouen, le mura furono difese con 60 torri, ciascuna contenente tre cannoni e 6 porte protette da i barbacane. La guarnigione di Rouen era stata rinforzata da 4000 uomini e c'erano circa 16 000 civili disposti a sopportare un assedio. La difesa era schierata da un esercito di balestrieri al comando di Alain Blanchard, comandante delle balestre (arbalétriers), e secondo in comando di Guy le Bouteiller, capitano borgognone e comandante generale.

## L'assedio
Per assediare la città, Enrico decise di allestire quattro accampamenti fortificati e di barricare la Senna con catene di ferro, circondando completamente la città con l'intenzione degli inglesi di far morire di fame i difensori. Il duca di Borgogna, Giovanni Senza Paura, aveva conquistato Parigi ma non tentò di salvare Rouen e consigliò ai cittadini di badare a se stessi. A dicembre, gli abitanti mangiavano gatti, cani, cavalli e persino topi. Le strade erano piene di cittadini affamati. La città ha espulso più di 12 000 poveri per risparmiare cibo. Enrico non avrebbe permesso al popolo di lasciare la linea d'assedio, e così gli affamati ed espulsi da Rouen furono costretti a vivere nel fossato scavato vicino alle mura della città per la sua protezione. Anche gli inglesi provavano compassione per le persone affamate. Il giorno di Natale del 1418, Re Enrico permise a due sacerdoti di dare da mangiare agli affamati, ma presto la giornata finì e il popolo tornò a morire miseramente nel fosso. 
Nonostante diverse sortite guidate dalla guarnigione francese, questo stato di cose è continuato. La vigilia di Capodanno Bouteiller chiese delle trattative con gli inglesi. Dopo dieci giorni di negoziazioni, i difensori francesi decisero che si sarebbero arresi il 19 gennaio 1419 se non fosse arrivato alcun aiuto. I francesi sopravvissuti sarebbero stati autorizzati a mantenere le loro case e proprietà se avessero rinunciato a 80 ostaggi, pagato 300 000 corone d'oro e giurato fedeltà agli inglesi. Alain Blanchard, che aveva giustiziato prigionieri inglesi, fu giustiziato dagli inglesi di conseguenza quando la città cadde.

## Conseguenze
Enrico ha continuato a prendere tutta la Normandia, a parte Mont-Saint-Michel, che ha resistito alla pressione degli avversari. Rouen divenne la principale base inglese nel nord della Francia, consentendo a Enrico di lanciare campagne su Parigi e più a sud nel paese.